# Haason Reddick
Haason Samir Reddick (geboren am 22. September 1994 in Camden, New Jersey) ist ein US-amerikanischer American-Football-Spieler auf der Position des Linebackers. Er spielte College Football für die Temple University. Seit 2025 steht Reddick bei den Tampa Bay Buccaneers in der National Football League (NFL) unter Vertrag. Von 2017 bis 2020 spielte er bei den Arizona Cardinals, die ihn in der ersten Runde des NFL Draft 2017 ausgewählt hatten, anschließend spielte er für die Carolina Panthers, die Philadelphia Eagles und die New York Jets.

## College
Reddick besuchte die Haddon Heights High School in New Jersey und spielte dort Football als Runningback und als Safety. Ab 2012 ging er als Walk-on auf die Temple University, um für die Temple Owls College Football zu spielen. Dort absolvierte er zunächst ein Jahr als Redshirt. Ursprünglich wollte Reddick als Cornerback spielen, er wechselte allerdings auf die Position des Defensive Ends, da er als Cornerback keine Aussichten auf einen Platz im Team hatte. Nach zwei Saisons als Ergänzungsspieler erhielt er ab 2015 ein Stipendium und war zwei Jahre lang Stammspieler. Am erfolgreichsten war Reddick in seiner letzten Saison für die Owls. In der Spielzeit 2016 erzielte er 10,5 Sacks bei 65 Tackles, davon 22,5 für Raumverlust. Mit 22,5 Tackles for Loss führte er die FBS in dieser Statistik an. Er wurde in das All-Star-Team der American Athletic Conference (AAC) gewählt. Reddick nahm am Senior Bowl 2017 teil.

## NFL
Reddick wurde im NFL Draft 2017 in der ersten Runde an 13. Stelle von den Arizona Cardinals ausgewählt. In seinen ersten drei Jahren in Arizona wechselte er durch die mehrfache Umstellung des defensiven Systems zwischen einer 3-4 Defense und einer 4-3 Defense seine Position immer wieder und spielte unbeständig, weswegen die Cardinals seine Fifth-Year-Option nach der Saison 2019 ablehnten.
In der Saison 2020 konnte Reddick seine Leistung deutlich verbessern, dabei spielte er als Outside Linebacker. Er erzielte 12,5 Sacks. Dabei stellte Reddick am 14. Spieltag gegen die New York Giants einen Franchiserekord bei den Cardinals auf, als er fünf Sacks in einem Spiel erzielte.
Im März 2021 einigte Reddick sich mit den Carolina Panthers auf einen Einjahresvertrag über bis zu acht Millionen Dollar. Er erzielte 2021 für die Panthers elf Sacks, erzwang zwei Fumbles und konnte einen Fumble aufnehmen.
Zur Saison 2022 unterschrieb Reddick einen Dreijahresvertrag im Wert von 45 Millionen US-Dollar bei den Philadelphia Eagles. Mit 16,0 Sacks in der Regular Season erzielte er den zweithöchsten Wert der Saison nach Nick Bosa. Reddick wurde in den Pro Bowl sowie zum Second-team All-Pro gewählt und zog mit den Eagles in den Super Bowl LVII ein, den sie mit 35:38 gegen die Kansas City Chiefs verloren. In der Saison 2023 wurde er erneut in den Pro Bowl gewählt.
Im April 2024 gaben die Eagles Reddick per Trade an die New York Jets ab. Dabei erhielten sie für ihn einen Drittrundenpick 2026, der zu einem Zweitrundenpick geworden wäre, falls Reddick 2024 67,5 % der Snaps in der Saison 2024 erzielt und mindestens zehn Sacks erzielt hätte. Allerdings konnte er sich nicht mit den Jets auf einen neuen längerfristigen Vertrag einigen, sodass er wegen langwieriger Vertragsstreitigkeiten die ersten sieben Spiele der Saison verpasste, bis sich beide Seiten auf einen überarbeiteten Einjahresvertrag verständigten. Anschließend war er in 10 Spielen nur zweimal Starter und verzeichnete einen Sack sowie einen erzwungenen Fumble. Im März 2025 unterschrieb Reddick einen Einjahresvertrag im Wert von 14 Millionen US-Dollar bei den Tampa Bay Buccaneers.

### NFL-Statistiken
| Saison                             | Saison | Spiele | Spiele      | Tackles | Tackles | Tackles | Tackles | Interceptions | Interceptions | Interceptions | Interceptions | Interceptions | Fumbles | Fumbles | Fumbles |
| Jahr                               | Team   | Spiele | als Starter | Gesamt  | Solo    | Att     | Sacks   | PD            | INT           | Yds           | Lng           | TD            | FF      | FR      | TD      |
| ---------------------------------- | ------ | ------ | ----------- | ------- | ------- | ------- | ------- | ------------- | ------------- | ------------- | ------------- | ------------- | ------- | ------- | ------- |
| 2017                               | ARI    | 16     | 3           | 36      | 23      | 13      | 2,5     | 0             | 0             | 0             | 0             | 0             | 2       | 0       | 0       |
| 2018                               | ARI    | 16     | 12          | 80      | 53      | 27      | 4,0     | 5             | 0             | 0             | 0             | 0             | 1       | 0       | 0       |
| 2019                               | ARI    | 16     | 5           | 76      | 43      | 33      | 1,0     | 6             | 0             | 0             | 0             | 0             | 0       | 1       | 0       |
| 2020                               | ARI    | 16     | 11          | 63      | 43      | 20      | 12,5    | 4             | 0             | 0             | 0             | 0             | 6       | 0       | 0       |
| 2021                               | CAR    | 16     | 16          | 68      | 37      | 31      | 11,0    | 0             | 0             | 0             | 0             | 0             | 2       | 1       | 0       |
| 2022                               | PHI    | 17     | 17          | 49      | 35      | 14      | 16,0    | 3             | 0             | 0             | 0             | 0             | 5       | 3       | 0       |
| 2023                               | PHI    | 17     | 17          | 38      | 29      | 9       | 11,0    | 1             | 0             | 0             | 0             | 0             | 0       | 0       | 0       |
| 2024                               | NYJ    | 10     | 2           | 14      | 9       | 5       | 1,0     | 1             | 0             | 0             | 0             | 0             | 1       | 0       | 0       |
| Gesamt                             | Gesamt | 124    | 83          | 424     | 272     | 152     | 59,0    | 20            | 0             | 0             | 0             | 0             | 17      | 5       | 0       |
| Quelle: pro-football-reference.com |        |        |             |         |         |         |         |               |               |               |               |               |         |         |         |